# Suécia nos Jogos Olímpicos de Verão de 1896
Suécia participou dos Jogos Olímpicos de Verão de 1896, em Atenas, na Grécia.
Um atleta da Suécia esteve presente nos Jogos Olímpicos de Verão de 1896. Ele competiu no atletismo e ginástica, com 5 paricipações em muitos eventos. A Suécia foi um dos quatro países presentes que não ganhou nenhuma medalha; Itália, Chile e Bulgária foram os outros.
Embora a Suécia estivesse em união estatal com a Noruega na época, a Noruega não enviou nenhum atleta.